# Alexandru Marghiloman
Alexandru Marghiloman (n. 4 iulie 1854, Buzău, Țara Românească – d. 10 mai 1925, Buzău, România) a fost un om de stat conservator român care a îndeplinit funcția de cel de-al 25-lea  prim-ministru al României în anul 1918 (martie–noiembrie) și a avut un rol decisiv în timpul Primului Război Mondial.

## Viața personală
Alexandru Marghiloman s-a născut la 4 iulie 1854 în Buzău într-o familie burgheză rurală. După alți autori, Alexandru Marghiloman s-a născut la 27 ianuarie 1854, în Buzău. Tatăl său, Iancu Marghiloman, era un mare arendaș din Țara Românească, iar mama sa, Irina Izvoranu făcea parte dintr-o familie înstărită din Oltenia. Despre Iancu Marghiloman, Duiliu Zamfirescu avea să scrie: „colon californian, arendaș, antreprenor, vânător de Bărăgan, jucător de cărți, prefect – în cele mai bune relații cu lumea din București; miniștri, deputați și senatori, și cu lumea din provincie; alegători, subprefecți, hoți de cai”.

## Studiile și cariera
Alexandru Marghiloman a urmat Colegiul Sfântul Sava din București, iar apoi se va înscrie la  Facultatea de Drept și la Înalta Școală de Științe Politice din Paris. După absolvire, în 1879 Alexandru Marghiloman va fi procuror și mai apoi judecător la Tribunalul Ilfov. În 1881, va demisiona pentru a deveni avocat, pentru ca trei ani mai târziu să fie numit avocat al statului. La 6 noiembrie 1884, Alexandru Marghiloman este ales deputat în Colegiul I Buzău.
În 1890 Alexandru Marghiloman s-a căsătorit cu Elisa Știrbei, nepoata domnitorului Barbu Știrbei și sora Prințului Barbu Stirbey; cei doi au divorțat mai târziu, Elisa căsătorindu-se cu Ion I. C. Brătianu.
În perioada 29 decembrie 1910 - 28 martie 1912, Alexandru Marghiloman a deținut funcția de ministru de interne în cel de-al doilea mandat de prim-ministru al lui Petre P. Carp (1837-1919).
Conservator și germanofil în preajma Primului Război Mondial, Marghiloman a acceptat să devină prim-ministru într-un moment foarte dificil, în primăvara lui 1918, când, abandonată de principalul aliat din zonă, Rusia devenită bolșevică în urma revoluției, România a trebuit să accepte o pace nefavorabilă cu Puterile Centrale. După ce a negociat pacea de la Buftea-București, Marghiloman a trimis trupe române la Chișinău pentru a stabiliza fosta gubernie țaristă devenită atunci Republica Democrată Moldovenească. După ce Sfatul aceasteia a votat Unirea Basarabiei cu România, Marghiloman a primit actul unirii și a acționat pentru recunoașterea acesteia.

## Diverse
Marghiloman era un împătimit crescător de cai. La conacul său din Buzău, Vila Albatros, a pus bazele unei crescătorii de cai de rasă, iar numele vilei provine de la numele calului preferat al omului politic.
De numele său se leagă marghilomanul, o rețetă de cafea cu rom sau vinars, creată, conform unor legende, cu ocazia unei vânători la care a participat. Conform legendei, Marghiloman era un mare băutor de cafea, și când, în timpul unei vânători, i-a comandat valetului una, valetul nu a mai găsit apă și a făcut cafeaua cu vinars.

## Numismatică
La 1 iulie 2019, Banca Națională a României a emis un set de monede comemorative cu tema „Desăvârșirea Marii Uniri – Alexandru Marghiloman“, format din trei monede: o monedă de aur, cu valoarea nominală de 100 de lei, având titul de 900‰, o monedă de argint, cu valoarea nominală de 10 lei, având titlul de 999‰ precum și o monedă din aliaj comun (tombac cuprat), cu valoarea nominală de 1 leu. Tirajul acestei emisiuni monetare a fost de 300 de seturi.